# Georgian Carpen
Georgian Carpen (ur. 21 stycznia 1987) – rumuński zapaśnik startujący w stylu klasycznym.
Zajął 21. miejsce na mistrzostwach świata w 2014. Brązowy medalista mistrzostw Europy w 2012. Siedemnasty na igrzyskach europejskich w 2015. Dwudziesty na igrzyskach wojskowych w 2019 roku.